# Octalysis
 (juillet 2024).
Le Framework Octalysis est un cadre de conception de gamification axé sur l'humain qui présente les huit principaux moteurs de motivation humaine développés par Yu-Kai Chou.
Le cadre présente la structure d’analyse des forces motrices derrière la motivation humaine. Il s’agit du processus d’application des principales motivations comportementales qui motivent un utilisateur à accomplir une tâche efficacement grâce à une expérience interactive. Le framework Octalysis est utilisé dans les domaines de la santé, du fitness, de l'éducation, de la formation, des entreprises et de la conception de produits pour augmenter l'engagement, le retour sur investissement et la motivation des utilisateurs,,.

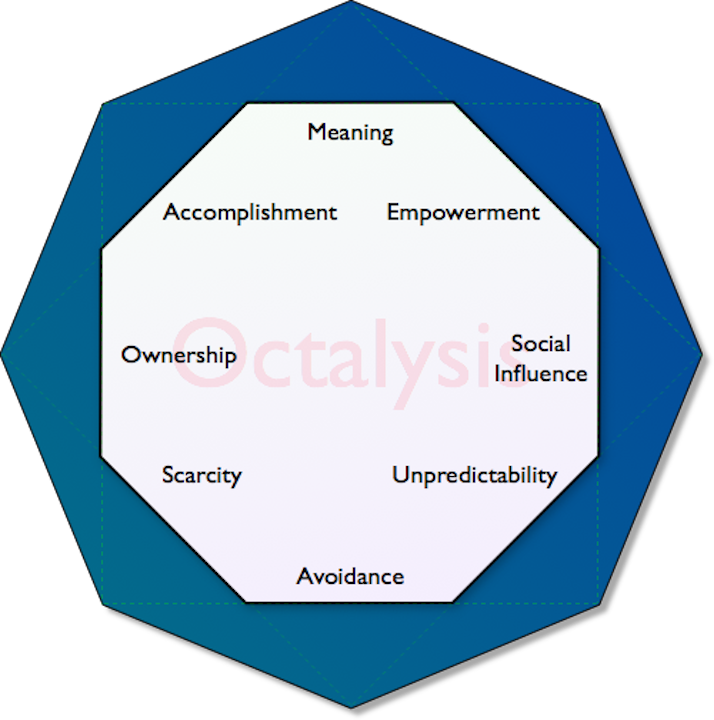
Octalysis

mHealth a développé des applications basées sur le framework Octalysis pour aider les gens à gérer leurs soins personnels et leur stress personnel. Ils utilisent ce framework pour cartographier la manière dont les applications de gestion du stress les mieux notées abordent les bonnes pulsions cérébrales et pour motiver à accroître l'observance.
Parmi les autres entreprises mondiales qui ont utilisé ou été inspirées par le framework Octalysis figurent IDEO, Google, LEGO, Volkswagen et Huawei.

## Voir également
- Gamification
- Motivation
- Économie comportementale